# Spindasis natalensis
Spindasis natalensis är en fjärilsart som beskrevs av John Obadiah Westwood 1851. Spindasis natalensis ingår i släktet Spindasis och familjen juvelvingar. Inga underarter finns listade i Catalogue of Life.